# جزيرة سودانغ الكبرى
جزيرة سودانغ الكبرى وهي جزيرة من جزر إندونيسيا، وتقع في إقليم كالمنتان الشرقية في إندونيسيا.